# The Red-Haired Cupid
The Red-Haired Cupid er en amerikansk stumfilm fra 1918 af Clifford Smith.

## Medvirkende
- Roy Stewart as William Saunders
- Charles Dorian as Kyle Lambert
- Peggy Pearce as Loys Andres
- Raymond Griffith as Albert Jones
- Aaron Edwards as Lucas